# Macrocera vittata
Macrocera vittata är en tvåvingeart som beskrevs av Johann Wilhelm Meigen 1830. Macrocera vittata ingår i släktet Macrocera och familjen platthornsmyggor. Arten är reproducerande i Sverige. Inga underarter finns listade i Catalogue of Life.